# Okręg Montluçon
Okręg Montluçon (fr. Arrondissement de Montluçon) – okręg w środkowej Francji. Populacja wynosi 117 tysięcy.

## Podział administracyjny
W skład okręgu wchodzą następujące kantony:
- Cérilly,
- Commentry,
- Domérat-Montluçon-Nord-Ouest,
- Ébreuil,
- Hérisson,
- Huriel,
- Marcillat-en-Combraille,
- Montluçon-Est,
- Montluçon-Nord-Est,
- Montluçon-Ouest,
- Montluçon-Sud,
- Montmarault.